# Syntretus fallax
Syntretus fallax är en stekelart som först beskrevs av Papp och Shaw 2000.  Syntretus fallax ingår i släktet Syntretus och familjen bracksteklar. Inga underarter finns listade i Catalogue of Life.